# کلیسای سنت نشان
کلیسای سنت نشان مربوط به اواخر دوره قاجار است و در شهرستان فریدن، بخش مرکزی، دهستان ورزق جنوبی، روستای غرغن، ۱۲ کیلومتری شهر داران واقع شده و این اثر در تاریخ ۲۲ آبان ۱۳۸۶ با شمارهٔ ثبت ۱۹۸۶۲ به‌عنوان یکی از آثار ملی ایران به ثبت رسیده است.